# Голенберг
Голенберг (нім. Holenberg) — громада в Німеччині, розташована в землі Нижня Саксонія. Входить до складу району Гольцмінден. Складова частина об'єднання громад Беферн.
Площа — 7,36 км2. Населення становить 407 ос. (станом на 31 грудня 2021).